# Estienne-Apparat
Der Estienne-Apparat ist ein Telegraf aus dem 19. Jahrhundert.

## Funktionsweise
Der Estienne-Apparat ist ein dem Morse-Apparat vergleichbarer Schreibtelegraf. Der Estienne-Apparat besitzt an Stelle des Schreibrädchens zwei Schreibfedern, welche durch Kapillarwirkung Farbe aus einem Farbebehälter entnehmen und auf einen Papierstreifen übertragen. Die Schreibfedern werden durch die beiden Zinken eines gabelförmigen Hebels in Bewegung gesetzt, der sich unter dem Einfluss der Stromwirkungen nach rechts oder links anlegt.
Die Schreibfläche der einen Feder ist doppelt so breit wie diejenige der anderen; erstere dient zur Darstellung der Striche, letztere zur Erzeugung der Punkte. Die Gabelwelle trägt auf der Rückseite des Apparats eine Zunge aus Eisen, deren oberes Ende zwischen die Polschuhe eines Elektromagnets ragt. Das untere Ende erhält durch den beweglichen Polschuh eines unterhalb des Apparats gelagerten Stahlmagneten eine magnetische Polarisation, so dass Ströme verschiedener Richtung die Zunge in entgegengesetztem Sinn ablenken. Zum Betrieb des Apparats dienen Wechselströme, deren Entsendung mittels einer Doppeltaste erfolgt.